# Vachellia erioloba
Vachellia erioloba (E.Mey.) P.J.H.Hurter, 2008 è una specie della famiglia delle Fabaceae, diffusa in Africa australe.
È nota con il nome di acacia delle giraffe, traduzione del nome comune camel-thorn (kameeldoring in afrikaans) in uso già dal XVIII secolo. Questo nome si riferisce al fatto che le foglie di questa specie sono un cibo molto apprezzato dalle giraffe, che sono anche gli unici erbivori abbastanza alti da raggiungere agevolmente la chioma dell'albero.

## Descrizione

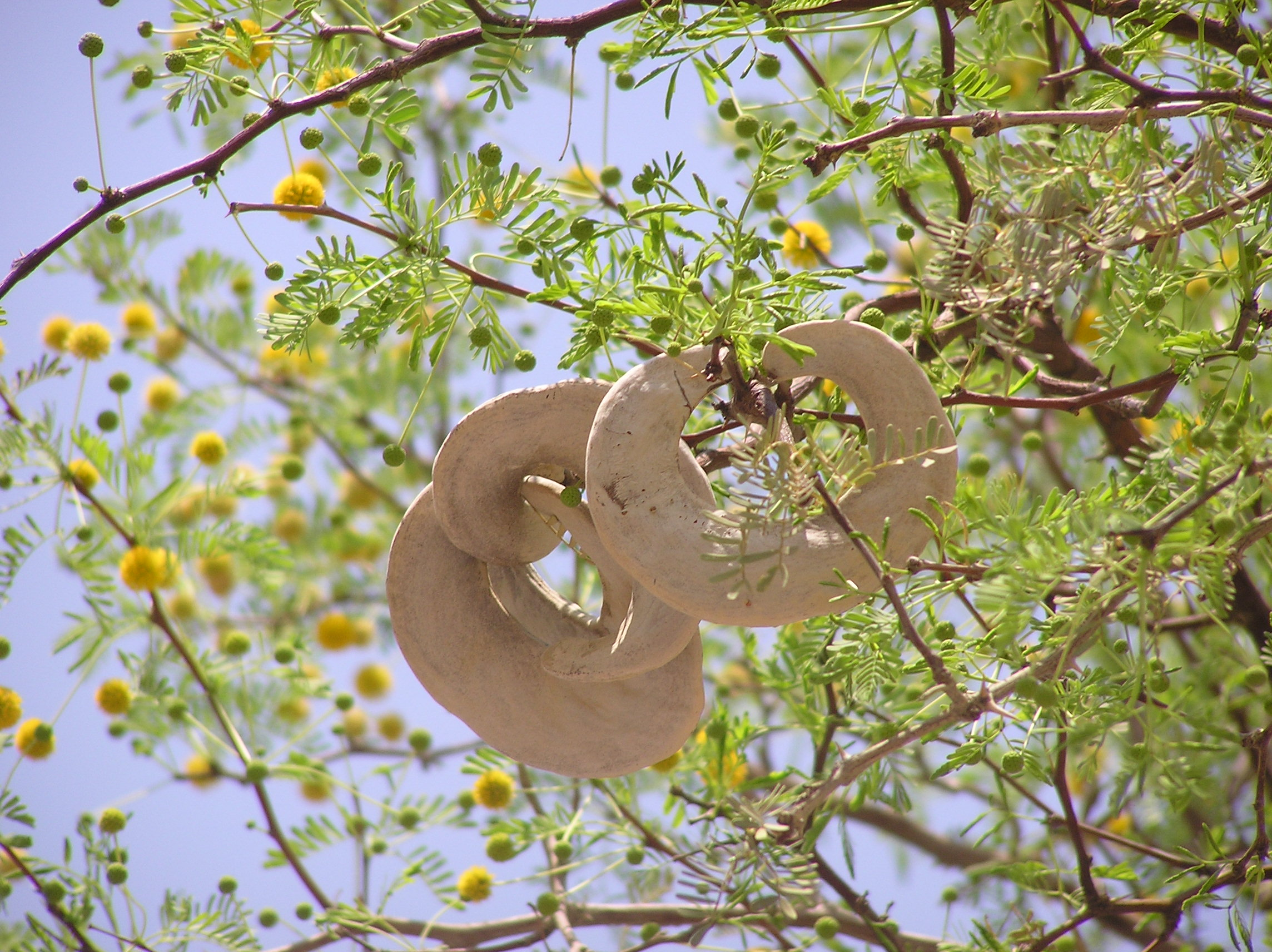
Baccelli.

Gli alberi di V. erioloba possono essere alti fino a 17 metri; crescono molto lentamente, ma sono estremamente resistenti alla siccità e al gelo. Il tronco è rosso-marrone e molto duro. Le foglie sono più grandi di quelle della maggior parte delle altre acacie, e hanno un colore fra il verde e l'azzurro; è un albero deciduo, ma rimane spoglio solo per un breve periodo dell'anno. I rami più giovani sono di colore più chiaro, e hanno una caratteristica forma a zig-zag, con una coppia di spine bianche di circa 5 cm in corrispondenza di ogni gomito.
I fiori, sferici e di un colore giallo intenso, ricordano quelli della mimosa.
I frutti (che maturano da dicembre ad aprile) sono baccelli con una caratteristica forma a mezzaluna. Un singolo albero può produrre fino a 500 kg di frutti all'anno.
Le sue radici possono penetrare nel terreno fino a profondità notevoli (nel deserto del Namib è stato registrato il caso di un esemplare con radici di 46 m).

## Distribuzione e habitat

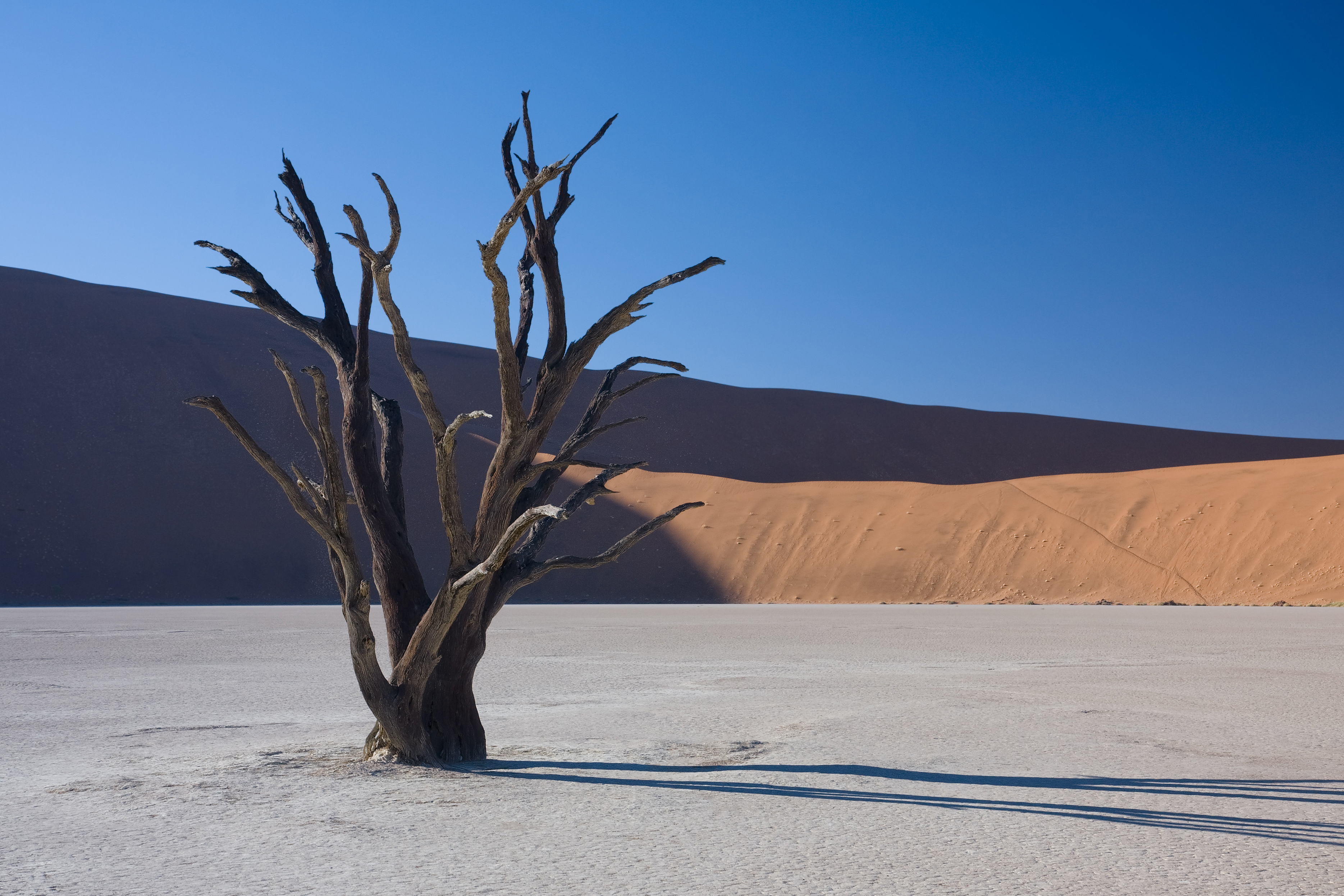
Vachellia erioloba morta nel deserto del Namib.

Vachellia erioloba è segnalata in Angola, Botswana, Namibia, Sudafrica, Zambia e Zimbabwe.
La specie è adattata agli ambienti aridi e sabbiosi, quali il deserto del Namib e il Kalahari.

## Usi
- Le foglie di V. erioloba sono uno dei principali elementi della dieta delle giraffe dell'Africa meridionale. I frutti sono mangiati da numerosi erbivori e, quando cadono al suolo, sono apprezzati anche dai roditori.
- I frutti, agitati, producono il rumore di un sonaglio, e sono uno strumento musicale tradizionale del popolo San (boscimani).
- Il legno è molto resistente e un ottimo combustibile; anche per questo motivo in molte aree questa pianta è protetta dalla legge.